# Градска река
Градска река је притока Власине. Извире испод Пландишта (1660 m) и дугачка је 17 km. Све њене притоке имају укупну дужину од 190 km. Долина Градске реке је клисураста. У долини расте претежно шумска вегетација.